# A come Azione!
A come Azione! (Rated A for Awesome) è una serie televisiva animata canadese creata da Asaph Fipke, prodotta dallo studio di animazione canadese Nerd Corps Entertainment e presentata in anteprima su YTV il 3 settembre 2011. La serie è andata in onda su Disney XD negli Stati Uniti e in Italia.

## Trama
Lester Awesome, Noam Plinsky, Lars Arnst e Thera Kerplopolis sono quattro dodicenni, che insieme alla scimmia Mister Agitino tentano di rendere fantastico (in inglese awesome, termine usato per il titolo originale) tutto ciò che è noioso, come ad esempio l'insegnante e il castigo più noiosi del mondo.

## Doppiaggio
| Personaggio       | Doppiatore inglese  | Doppiatore italiano |
| ----------------- | ------------------- | ------------------- |
| Lester Awesome    | Samuel Vincent      | Gabriele Patriarca  |
| Noam Plinsky      | Brian Drummond      | Daniele Natali      |
| Lars Arnst        | Colin Murdock       | Leonardo Graziano   |
| Thera Kerplopolis | Chiara Zanni        | Joe Saltarelli      |
| Mister Agitino    | Tabitha St. Germain | Alessandro Serafini |